# Södra Åsunda församling
Södra Åsunda församling var en församling i Uppsala stift och i Enköpings kommun i Uppsala län. Församlingen uppgick 2010 i Tillinge och Södra Åsunda församling.

## Administrativ historik
Södra Åsunda församling bildades 2006 genom sammanslagning av församlingarna Enköpings-Näs, Svinnegarn och Teda och ingick i Tillinge pastorat. Församlingen uppgick 2010 i Tillinge och Södra Åsunda församling.

## Kyrkor
- Enköpings-Näs kyrka
- Svinnegarns kyrka
- Teda kyrka